# Wolfhalden
Wolfhalden est une commune suisse du canton d'Appenzell Rhodes-Extérieures.

## Géographie

Vue aérienne de 900 m par Walter Mittelholzer (1927).

La commune de Wolfhalden s'étend sur 6,95 km2.

## Démographie
Wolfhalden compte 1 867 habitants au 31 décembre 2023 pour une densité de population de 269 hab/km2. Sur la période 2010-2019, sa population a augmenté de 9,7 % (canton : 4,6 % ; Suisse : 9,4 %).  